# Episodi di Duel Masters King!
Duel Masters King! (デュエル・マスターズ キング!?, Dyueru Masutāzu Kingu!) è stato trasmesso in Giappone dal 4 aprile 2021 al 27 marzo 2022 su TV Tokyo per un totale di 43 episodi. Le sigle d'apertura sono Updating Life (lett. "Aggiornare la vita") cantata dai Doberman Infinity e Sinners (lett. "Peccatori") dei NIGHTMARE mentre quelle di chiusura sono rispettivamente Act (lett. "Atto") di Vistlip, ROOTS (lett. "RADICI") dei Matsuri Nine. e The World with Everyone (lett. "Il mondo con tutti") di Serena Kozuki.

Il logo della serie

Un giorno Joe e il suo amico Deckie sentono una voce misteriosa durante un sogno. Questa gli rivela che esiste una misteriosa pergamena che è legata al gioco di Duel Masters e così Joe decide di cercare le leggendarie dodici carte che servono ad attivare il prezioso oggetto con i suoi amici Kira, Bolts, Cap e Thigh.

## Lista episodi
| Nº | Titolo italiano (traduzione letterale) Giapponese 「Kanji」 - Rōmaji | In onda           | In onda |
| Nº | Titolo italiano (traduzione letterale) Giapponese 「Kanji」 - Rōmaji | Giapponese        |         |
| 1  | Duello di 4000 anni di storia!? Ottieni 12 carte leggendarie! 「デュエマ４０００年の歴史っ！？ １２枚の伝説のカードを手に入れろ！」 - Dyeru 4000-nen no rekishi~tsu!? 12-mai no densetsu no Kādo o te ni irero!                              | 4 aprile 2021     |         |
| 2  | Salta nello spazio-tempo! Drago Bolshack e l'evoluzione delle stelle! 「時空を飛び越えろっ！ ボルシャック・ドラゴンとスター進化！」 - Jikū o tobikoero~tsu! Borushakku Doragon to Sutā shinka!                                               | 11 aprile 2021    |         |
| 3  | Il re della distruzione è arrivato! Lo schema di Jendle e Gattles! 「破壊王襲来っ！ ジェンドルとガットルズのたくらみ！」 - Hakai-ō shūrai~tsu! Jendoru to Gattoruzu no takurami!                                                             | 18 aprile 2021    |         |
| 4  | Partecipa anche Zero Junior!? Scoprilo! La leggendaria battaglia di Barom! 「ゼーロジュニアも参戦っ！？ 探し出せ！ 伝説のバロム争奪戦！」 - Zēro Junia mo sansen~tsu!? Sagashidase! Densetsu no Baromu sōdatsu-sen!                          | 25 aprile 2021    |         |
| 5  | Viaggia indietro nel tempo nella casa stregata! La carta leggendaria e tre tipi di tesori sacri! 「お化け屋敷でタイムスリップっ！ 伝説のカードと三種の神器！」 - Obakeyashi de Taimu Surippu~tsu! Densetsu no Kādo to sanshu no shinki!      | 2 maggio 2021     |         |
| 6  | Manca il deck!? La storia della carta vincente del deck! 「デッキーが行方不明っ！？ からの～切札家の歴史デッキ爆誕！」 - Dekkī ga yukue fumei~tsu!? Kara no ~kirifuda-ka no rekishi Dekki bakutan!                                           | 9 maggio 2021     |         |
| SP | Speciale guardando al passato! Il momento della nascita di Bolshack Momo King!! 「振り返りスペシャル！ボルシャック・モモキング誕生の瞬間！！」 - Furikaeri Supesharu! Borushakku Momo Kingu tanjō no shunkan!!                               | 16 maggio 2021    |         |
| 7  | Cercando Guy Earl Kaiser! La fine di Ashigakusai! 「ルッキング・フォー・ガイアール・カイザーっ！ エーンド、アシガクサイ！」 - Rukkingu Fō Gaiāru Kaizā~tsu! Ēndo, Ashigakusai!                                                               | 23 maggio 2021    |         |
| 8  | Chi prenderà Gair!? Joe, Himiko e un misterioso mago! 「ガイアールを手にするのは誰だっ！？ジョーとヒミコ様と謎の魔術師！」 - Gaiāru o te ni suru no wa dareda~tsu!? Jō to Himiko-sama to nazo no majutsushi!                                 | 30 maggio 2021    |         |
| 9  | Scopo! L'era di Hakuoh! La strategia di vendetta di Zero Junior! 「目指せ！ 白凰の時代っ！ ゼーロジュニアのリベンジ作戦！」 - Mezase! Hakuō no jidai~tsu! Zēro Junia no Ribenji sakusen!                                                     | 6 giugno 2021     |         |
| 10 | Combattimento feroce! Joe vs Jentle! Salva Alcadeias! 「激闘っ！ ジョーｖｓジェンドル！ アルカディアスを救い出せ！」 - Gekitō no! Jō vs Jentoru! Arukadiasu o sukuidase!                                                                     | 13 giugno 2021    |         |
| 11 | Lo spazio-tempo è felice! Un uomo del 2041! 「時空がハッピッピーっ！ ２０４１年から来た男！」 - Jikū ga Happippī~tsu! 2041-nen kara kita otoko!                                                                                              | 20 giugno 2021    |         |
| 12 | Il grande contrattacco di Boltz! La riconquista del conte Guy Kaiser! 「ボルツの大逆襲っ！ ガイアール・カイザーを奪還せよ！」 - Borutsu no dai gyakushū~tsu! Gaiāru Kaizā o dakkan seyo!                                                     | 27 giugno 2021    |         |
| SP | Un segreto per Joe! Si è tenuto un mini summit top secret sui personaggi! 「ジョーには内緒っ！ 極秘のミニキャラサミット開催！」 - Jō ni wa naisho~tsu! Gokuhi no Mini Kyara Samitto kaisai!                                                  | 4 luglio 2021     |         |
| 13 | Il leggendario labirinto proibito! Trova Dokindam X! 「伝説の禁断迷宮っ！ ドキンダムＸを探し出せ！」 - Densetsu no kindan meikyū~tsu! Dokindamu X o sagashidase!                                                                             | 11 luglio 2021    |         |
| 14 | Non ingannare i Gattles! Strategia di salvataggio Miradante! 「ガットルズをだませっ！ ミラダンテ救出大作戦！」 - Gattoruzu o damase~tsu! Miradante kyūshutsu dai sakusen!                                                                    | 18 luglio 2021    |         |
| 15 | Scopri i punti deboli di Dokindam! Quel Duemouse è ora... 「ドキンダムの弱点を探れっ！ あのデュエマウスは今…」 - Dokindamu no jakuten o sagure~tsu! Ano Dyuerumausu wa ima…                                                                  | 25 luglio 2021    |         |
| 16 | Panico da slittamento temporale! Il duello parallelo di Ruru e Joe! 「タイムスリップパニックっ！ るるとジョーのパラレルデュエマ！」 - Taimu Surippu Panikku~tsu! Ruru to Jō no Parareru Dyueru!                                              | 1º agosto 2021    |         |
| 17 | Come una bestia affamata! Insegui il monte Akagi Basara! 「飢えた獣のようにっ！ 赤城山バサラにくらいつけ！」 - Ueta kemono no yōni~tsu! Akagiyama Basara ni kuraitsuke!                                                                      | 8 agosto 2021     |         |
| SP | Rovescia Dokindante! La festa volante di Joe! 「打倒ドキンダンテっ！ ジョーのフライング祝勝会！」 - Datō Dokindante~tsu! Jō no Furaingu shukushō-kai!                                                                                        | 15 agosto 2021    |         |
| 18 | Maro Momo King!? Il re della distruzione colpisce ancora! 「マロなモモキングっ！？ 逆襲の破壊王を迎え撃て！」 - Marona Momo Kingu~tsu!? Gyakushū no hakai-ō o mukaeute!                                                                      | 22 agosto 2021    |         |
| 19 | Inganna Himiko-sama! Il progetto di riconquista di Momo King! 「ヒミコ様をダマせっ！ モモキング奪還プロジェクト！」 - Himiko-sama o dama setsu! Momo Kingu dakkan Purojekuto!                                                                | 29 agosto 2021    |         |
| 20 | Raggiungi il nascondiglio! Alcadeias Momo King Strike è tornato! 「アジトに乗り込めっ！ アルカディアス・モモキングの反撃！」 - Ajito ni norikome~tsu! Arukadiasu Momo Kingu no hangeki!                                                      | 5 settembre 2021  |         |
| 21 | Sono nati i Joker neri!? Joe, il Kirifuda contaminato dall'oscurità! 「黒のジョーカーズ誕生っ！？ 闇に染まった切札ジョー！」 - Kuro no Jōkāzu tanjō~tsu!? Yami ni somatta Kirifuda Jō!                                                       | 12 settembre 2021 |         |
| 22 | I poteri soprannaturali di Esper Magi!? L'incredibile previsione futura del duello! 「エスパー・マギの超能力っ！？ 驚異の未来予知デュエマ！」 - Esupā Magi no chō nōryoku~tsu!? Kyōi no mirai yochi Dyeru!                                   | 19 settembre 2021 |         |
| 23 | Momorine arrabbiata! La battaglia senza onore della famiglia Romanov! 「怒りのモモリーヌっ！ ロマノフファミリーの仁義なき戦い！」 - Ikari no Momorīnu~tsu! Romanofu Famirī no jingi naki tatakai!                                            | 26 settembre 2021 |         |
| 24 | La collaborazione di Oni Yaba! Un canale nero che realizza i tuoi desideri! 「鬼ヤバコラボっ！ 欲望を叶えるブラックチャンネル！」 - Oni Yaba Korabo~tsu! Yokubō o Kanaeru Burakku Chan'neru!                                                 | 3 ottobre 2021    |         |
| 25 | Deckie è il salvatore!? Ottieni 3 leggende! 「救世主様はデッキーっ！？ ３枚の伝説を手に入れろ！」 - Kyūseishu-sama wa Dekkī~tsu!? 3-mai no densetsu o te ni irero!                                                                           | 10 ottobre 2021   |         |
| 26 | Chi è il salvatore!? Ottieni l'imperatore e l'Heavy Metal! 「救世主はダレだっ！？ 神帝とヘヴィ・デス・メタルをゲットせよ！」 - Kyūseishu wa dareda~tsu!? Shintei to Hevu~idesu Metaru o Getto seyo!                                          | 17 ottobre 2021   |         |
| SP | Guardando indietro speciale! Momo Kingdom X, uscita proibita!! 「振り返りスペシャル！モモキングダムX、禁断解放！！」 - Furikaeri Supesharu! Momo Kingudamu X, kindan kaihō!!                                                                 | 24 ottobre 2021   |         |
| 27 | Salta nell'era della vittoria! Il leggendario drago bianco Volmeteus! 「勝舞の時代にとびこめっ！ 伝説のボルメテウス・ホワイトドラゴン！」 - Shōbu no jidai ni tobikome~tsu! Densetsu no Borumeteusu Howaito Doragon!                         | 31 ottobre 2021   |         |
| 28 | Il padre di Joe è alle elementari! Katta Kirifuda e Katsu King! 「ジョーのお父さんが小学生っ！ 切札勝太とカツキング！」 - Jō no otōsan ga shōgakusei~tsu! Kirifuda Katsuta to Katsu Kingu!                                                   | 7 novembre 2021   |         |
| 29 | Vendetta su Hyde! Colpiamolo! Mazzo All-Star della famiglia Kirifuda! 「ハイドにリベンジっ！ ぶちかませ！ 切札家オールスターデッキ！」 - Haido ni Ribenji~tsu! Buchikamase! Kirifuda-ka Ōru Sutā Dekki!                                      | 14 novembre 2021  |         |
| 30 | Tutti i Gattle sono spediti! Rianima i draghi delle 5 civiltà! 「ガットルズ全員出動っ！ ５文明のドラゴンを復活させよ！」 - Gattoruzu zen'in shutsudō~tsu! 5 bunmei no Doragon o fukkatsu sa seyo!                                            | 21 novembre 2021  |         |
| 31 | Legami e maledizioni!? Fuggi da Hyde! Una trama sconvolgente! 「絆と呪いっ！？ 暴走ハイド！ 衝撃の企み！」 - Kizuna to noroi~tsu! ? Bōsō Haido! Shōgeki no takurami!                                                                         | 28 novembre 2021  |         |
| 32 | I 12 intrappolati!? Ferma il rituale di resurrezione! 「囚われし１２人っ！？ 復活の儀式を食い止めろ！」 - Torawareshi 12-ri~tsu!? Fukkatsu no gishiki o kuitomero!                                                                           | 5 dicembre 2021   |         |
| SP | Di nuovo l'era di Katta!? Shobu Kirifuda, colui che è rimasto indietro! 「勝太の時代再びっ！？ 取り残されし切札勝舞っ！」 - Katsuta no jidai futatabi~tsu!? Torinokosa reshi Kirifuda Shōbu~tsu!                                             | 12 dicembre 2021  |         |
| 33 | È arrivato un drago gigante! Momo King e il prezzo proibito! 「巨大ドラゴン襲来っ！ モモキングと禁断の代償！」 - Kyodai Doragon shūrai~tsu! Momo Kingu to kindan no daishō!                                                                  | 19 dicembre 2021  |         |
| 34 | Credi nel potere dei legami! È nato il futuro re drago Momo King JO! 「絆の力を信じぬけっ！ 未来王龍 モモキングＪＯ誕生！」 - Kizuna no chikara o shinjinu ke~tsu! Mirai ō ryū Momo Kingu JO tanjō!                                          | 26 dicembre 2021  |         |
| 35 | Un tripudio di idee!? Il contrattacco di Jendle! 「狂暴なる発想っ！？ ジェンドルの逆襲！」 - Kyōbōnaru hassō ~tsu!? Jendoru no gyakushū! | 9 gennaio 2022    |         |
| 36 | Vincere con i legami! Risveglio di Volzeos Baramold! 「絆で打ち勝てっ！ ヴォルゼオス・バラモルドの覚醒！」 - Kizuna de uchikate~tsu! Voruzeosu Baramorudo no kakusei!                                                                        | 16 gennaio 2022   |         |
| SP | Speciale guardando al passato! Un grande set di Kirifuda! 「振り返りスペシャル！切札家大集合！」 - Furikaeri Supesharu! Kirifuda-ka dai shūgō!                                                                                               | 23 gennaio 2022   |         |
| 37 | Dirigiti verso le cinque antiche civiltà! Tour della civiltà della natura suicida di Momo-chan! 「古代の５文明へ向かえっ！ ももちゃんのハリキリ自然文明ツアー！」 - Kodai no 5 bunmei e mukae~tsu! Momo-chan no harikiri shizen bunmei tsuā! | 30 gennaio 2022   |         |
| 38 | Battaglia decisiva dell'antica civiltà della luce! contro Arczeos, il dio drago celeste! 「古代光文明決戦っ！ キラの正義ｖｓ天龍神 アークゼオス！」 - Kodai hikari bunmei kessen~tsu! Kira no seigi vs Tenryū kami Ākuzeosu!                 | 6 febbraio 2022   |         |
| SP | Speciale guardando al passato! Il futuro re drago Momo King JO!! 「振り返りスペシャル！未来王龍 モモキングJO！！」 - Furikaeri Supesharu! Mirai ō ryū Momo Kingu JO!!                                                                        | 13 febbraio 2022  |         |
| 39 | Bruciante amicizia!? Hot Bolts vs Voljaak dio drago della fiamma! 「燃え上がる友情っ！？ アツき ボルツｖｓ炎龍神ヴォルジャアク！」 - Moeagaru yūjō~tsu!? Atsuki Borutsu vs honō ryūjin Vorujaku!                                             | 20 febbraio 2022  |         |
| 40 | Il tradimento di Gattles! La strategia di sottomissione di Jendle! 「裏切りのガットルズっ！ ジェンドル討伐大作戦！」 - Uragiri no Gattoruzu~tsu! Jendoru tōbatsu dai sakusen!                                                                | 27 febbraio 2022  |         |
| 41 | Ritorna sul pianeta del Joker! Sfodera le tue 12 spade! 「ジョーカーズ星への帰還っ！ １２本の剣を引っこ抜け！」 - Jōkāzu hoshi e no kikan~tsu! 12-pon no ken o hikkonuke!                                                                    | 6 marzo 2022      |         |
| SP | Sostieni il signor Joe! Gli sforzi indicibili dei Joker! 「ジョー様を援護しろっ！ ジョーカーズたちの知られざる努力！」 - Jō-sama o engo shiro~tsu! Jōkāzu-tachi no shira rezaru doryoku!                                                     | 13 marzo 2022     |         |
| 42 | Inizia il contrattacco! Il piano segreto di Deckie e il suono che verso il futuro! 「反撃開始っ！ デッキーの秘策と未来に走るノイズ！」 - Hangeki kaishi~tsu! Dekkī no hisaku to mirai ni hashiru noizu!                                      | 20 marzo 2022     |         |
| 43 | Re Kamon sta arrivando! Il futuro del nostro duello! 「カモン王来っ！ オレたちのデュエマの未来！」 - Kamon ōrai~tsu! Ore-tachi no Dyeru no mirai!                                                                                            | 27 marzo 2022     |         |